# Congo belga
Congo belga (in francese Congo belge, in olandese Belgisch-Congo, in tedesco Belgisch-Kongo) era la denominazione formalmente assunta dall'attuale Repubblica Democratica del Congo nel periodo compreso tra la rinuncia da parte del re Leopoldo II del Belgio al controllo personale dei territori della colonia (considerati proprietà della Corona) a favore del Belgio (15 novembre 1908) e l'indipendenza della colonia, raggiunta il 30 giugno 1960.

## Storia
Il paese africano era già dal 1877 sotto il controllo militare, politico ed economico del Belgio, come dominio personale del re Leopoldo II, che lo governò dal 1885 al 1908 come Stato Libero del Congo.

### La costituzione e la prima guerra mondiale
L'annessione formale al Belgio sotto la denominazione di "Congo belga" fu decisa nel 1908 dal Parlamento belga. Durante la prima guerra mondiale le truppe congolesi combatterono con gli Alleati in Africa, conquistando una parte del Tanganica e la colonia tedesca del Ruanda-Urundi, che la Società delle Nazioni affidò in mandato al Belgio nel 1919, territori da questi annessi al Congo belga.
La politica attuata tra il 1885 e il 1908 dal re dei Belgi Leopoldo II nello Stato Libero del Congo viene da alcuni considerato uno dei "genocidi dimenticati" del XIX secolo.
Nato come possedimento privato del monarca nel corso della conferenza di Berlino del 1884, e non come colonia secondo il modello allora imperante, il paese africano fu teatro di un massiccio sfruttamento, in particolare per l'avorio e il caucciù, attraverso un opprimente regime dittatoriale. La Force Publique, un apposito corpo militare e di gendarmeria, fu creato per terrorizzare la popolazione attraverso la tortura, la distruzione dei villaggi e la mutilazione. I lavoratori, di fatto schiavi, che non riuscivano a raccogliere le quote richieste di gomma venivano spesso puniti con il taglio delle mani, che venivano esibite come trofeo dai militari, e nei casi estremi con la pena di morte.
Pur in assenza di stime certe, il paese subì un considerevole crollo demografico, fino al dimezzamento della popolazione nel periodo considerato. Un rapporto del diplomatico britannico Roger Casement del 1904 stimò che nel corso di dodici dei vent'anni di regime di Leopoldo vi furono svariati milioni di morti. Altre stime riferiscono cifre variabili tra 5 e 30 milioni di morti. Fu con riferimento ai massacri in Congo che l'avvocato e politico afroamericano George Washington Williams utilizzò nel 1890 l'espressione "crimine contro l'umanità".

### La seconda guerra mondiale
Nel corso della seconda guerra mondiale venne potenziata l'attività industriale ed estrattiva, soprattutto dell'uranio, estratto massicciamente dalla miniera di Shinkolobwe (che sarebbe stato utilizzato per la realizzazione delle bombe atomiche sganciate su Hiroshima e Nagasaki). Nel corso dell'esperienza bellica il paese (che fu amministrato dal governo belga in esilio a Londra) venne a contatto con le istanze nazionaliste portate avanti dalle popolazioni delle limitrofe colonie francesi che si trovavano come il Congo in una situazione di indipendenza di fatto dalla madrepatria, occupata dalla Germania. Ciò determinò la comparsa di movimenti indipendentisti che in un primo momento il Belgio tentò di contenere, cercando di evitare attriti mediante la concessione di alcune riforme, in particolare nel settore agricolo e dell'educazione. Ciò comportò l'emancipazione di una fascia ristretta della popolazione, una sorta di aristocrazia nera operante in mediazione con l'autorità belga, fortemente permeata della cultura occidentale e detentrice di alcuni, limitati diritti politici (i cosiddetti evolués, "evoluti").

### Il secondo dopoguerra e l'indipendenza
Nel 1955, di fronte alla crescita delle rivendicazioni indipendentiste, Baldovino I lanciò la proposta di una comunità belga-congolese. L'8 dicembre del 1957 la popolazione nera partecipò per la prima volta all'elezione dei consigli cittadini e i suoi rappresentanti ottennero la maggioranza dei seggi. Dopo gli scontri che ebbero luogo a Léopoldville (l'attuale Kinshasa) nel 1959, in seguito a una manifestazione nazionalista, il governo belga e rappresentanti congolesi si incontrarono a Bruxelles per stabilire le modalità e le tempistiche della concessione dell'indipendenza. Tuttavia, tra i leader politici congolesi non vi era identità di vedute: mentre il Movimento nazionale congolese di Patrice Lumumba sosteneva la costituzione di uno stato unitario, al di là delle differenze etniche e regionali, l'Abako (l'Associazione dei bakongo) e il Conakat (la Confederazione delle associazioni katanghesi) sostenevano la creazione di una confederazione.
Le elezioni generali del maggio 1960 diedero la maggioranza al Movimento nazionale congolese; Lumumba assunse la guida del governo (assumendo la carica di Primo Ministro), cedendo la presidenza al leader dell'Abako Joseph Kasa-Vubu. La Repubblica indipendente del Congo fu proclamata il 30 giugno del 1960, mentre l'11 luglio quella dello Stato del Katanga.

## Governatori generali
- Barone Théophile Wahis (novembre 1908-maggio 1912; nominato da Leopoldo II nel 1900)
- Félix Alexandre Fuchs (maggio 1912–gennaio 1916)
- Eugène Joseph Marie Henry (gennaio 1916–gennaio 1921)
- Maurice Eugène Auguste Lippens (gennaio 1921–gennaio 1923)
- Martin Joseph Marie René Rutten (gennaio 1923–dicembre 1927)
- Auguste Constant Tilkens (dicembre 1927–settembre 1934)
- Pierre Marie Joseph Ryckmans (settembre 1934–luglio 1946)
- Eugène Jacques Pierre Louis Jungers (luglio 1946–gennaio 1952)
- Léon Antoine Marie Pétillon (gennaio 1952–luglio 1958)
- Henri Arthur Adolf Marie Christopher Cornelis (luglio 1958–giugno 1960)

## Le relazioni contemporanee tra Congo e Belgio

### Richieste di decolonizzazione dello spazio pubblico
Ci sono molti monumenti in Belgio che glorificano il passato coloniale belga. La maggior parte di essi risale al periodo tra le due guerre, all'apice della propaganda patriottica.
Ci sono state diverse proposte per rimuovere le statue dallo spazio pubblico. Queste richieste di decolonizzazione dello spazio pubblico appaiono in Belgio già nel 2004 a Ostenda, dove la mano di uno dei "congolesi grati" rappresentati sul monumento di Leopoldo II viene segata per denunciare le esazioni del re in Congo, e già nel 2008 a Bruxelles, dove un attivista di nome Théophile de Giraud ricopre la statua equestre di Leopoldo II con vernice rossa.
Queste azioni si sono intensificate negli anni 2010 con la nascita di gruppi d'azione, la pubblicazione di articoli sui giornali e infine la vicenda del busto di "General Storms".
Il culmine è raggiunto nel 2020 sulla scia delle manifestazioni contro il razzismo e la violenza della polizia dopo la morte di George Floyd, ucciso dalla polizia il 25 maggio 2020 a Minneapolis negli Stati Uniti. Il 4 giugno, i partiti di maggioranza della regione di Bruxelles-Capitale hanno presentato una risoluzione volta a decolonizzare lo spazio pubblico nella regione di Bruxelles e poi hanno iniziato un'ondata di sequestri e degradazioni di statue, come le statue di Leopoldo II all'Università di Mons, Ekeren, Bruxelles, Auderghem, Ixelles e Arlon, o il busto di re Baldovino davanti alla cattedrale dei Santi Michel e Gudule a Bruxelles.

Persistenza di monumenti coloniali nello spazio pubblico
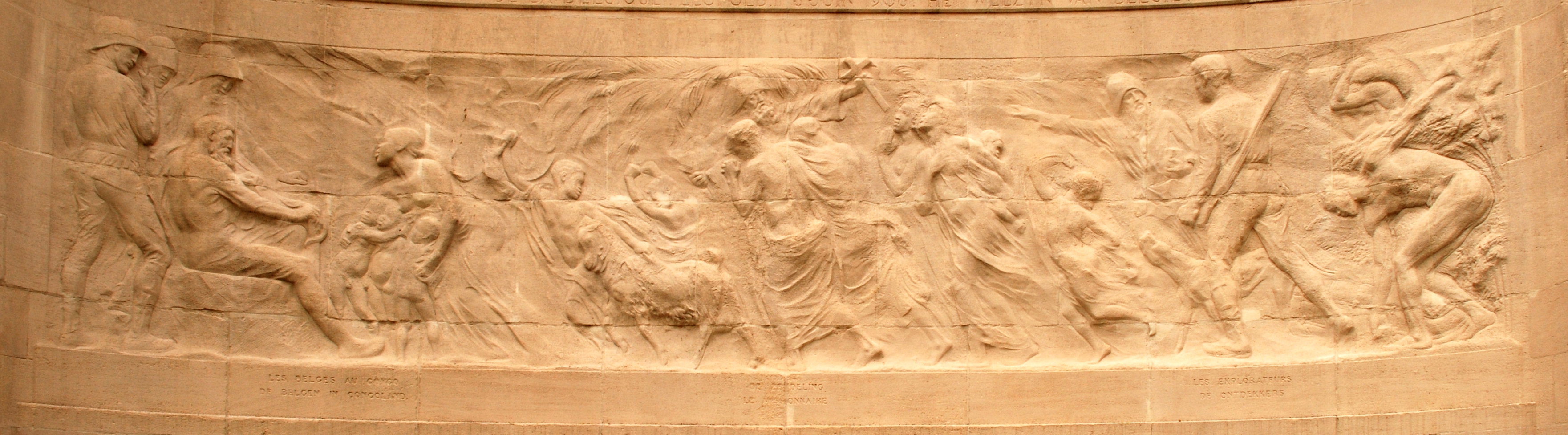
Fregio « Belgi in Congo » (Monumento ai pionieri belgi in Congo, Parco del Cinquantenario, Bruxelles.
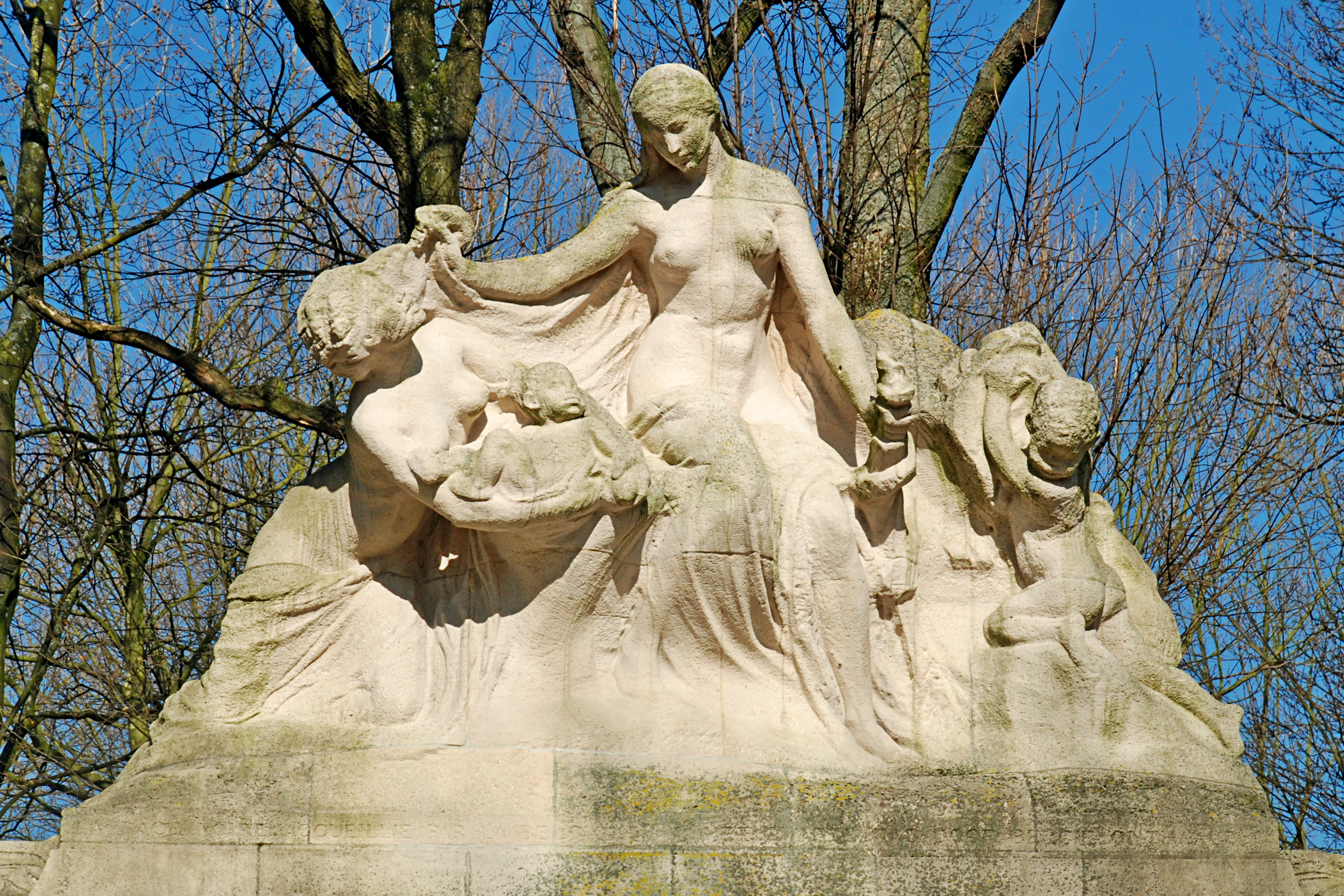
« La razza nera accolta dal Belgio » (Monument to the Belgian pioneers in Congo, Cinquantenario, Bruxelles).
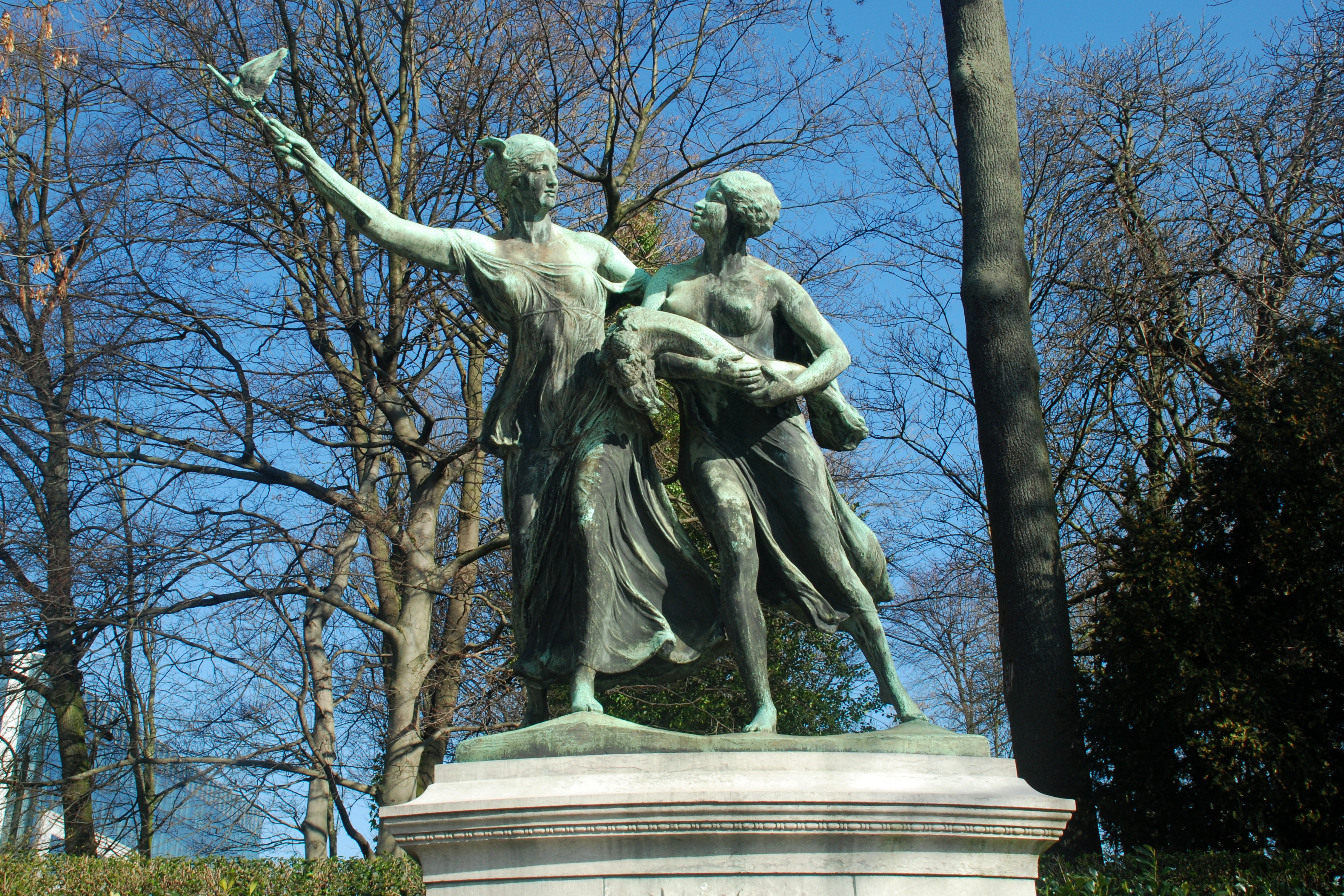
« Il genio belga guida il Congo » (Monument General Thys, Cinquantenario, Bruxelles).

### Il rimpianto reale
Il 30 giugno 2020, il re Filippo ha espresso il suo rammarico per il regno di Leopoldo II e poi del Belgio in Congo in una lettera al presidente congolese.